# Psapharochrus peritapnioides
Psapharochrus peritapnioides är en skalbaggsart som först beskrevs av Linsley 1958.  Psapharochrus peritapnioides ingår i släktet Psapharochrus och familjen långhorningar. Inga underarter finns listade i Catalogue of Life.